# Saint-Avit, Landes
Saint-Avit (gaskonsko Sent Avit) je naselje in občina v francoskem departmaju Landes regije Akvitanije. Naselje je leta 2009 imelo 632 prebivalcev.

## Geografija
Kraj leži v pokrajini Gaskonji ob reki Douze, 8 km severovzhodno od središča Mont-de-Marsana.

## Uprava
Občina Saint-Avit skupaj s sosednjimi občinami Bostens, Campet-et-Lamolère, Gaillères, Geloux, Lucbardez-et-Bargues, Mont-de-Marsan, Saint-Martin-d'Oney in Uchacq-et-Parentis sestavlja kanton Mont-de-Marsan Sever s sedežem v Mont-de-Marsanu. Kanton je sestavni del okrožja Mont-de-Marsan.

## Zanimivosti
- cerkev sv. Avita;